# مارتین تیلور (تاجر)
مارتین تیلور (به انگلیسی: Martin Taylor) (زاده ۱۹۵۲) کارآفرین، بازرگان و مدیر ارشد اجرایی بریتانیایی است، که در حال حاضر به‌عنوان رییس هیئت مدیره شرکت سینگنتا فعالیت می‌کند.